# Politopo

Un segmento (1 dimensión) puede generar un polígono (2 dimensiones). Mediante nuevas transformaciones se pueden obtener un poliedro (3 dimensiones), un polícoro (4 dimensiones) o diversos politopos (n dimensiones).

En geometría, politopo (del alemán polytop, y este de poly- 'poli-1' y el gr. τόπος tópos «lugar») significa, en primer lugar, la generalización a cualquier dimensión del polígono bidimensional, el poliedro tridimensional o el polícoro tetradimensional. Además, este término es utilizado en varios conceptos matemáticos relacionados. Su uso es análogo al de cuadrado, que puede usarse para referirse a una región del plano de forma cuadrada o solo para los cuatro lados (línea poligonal cerrada), o aún para una mera lista de sus vértices y lados junto con alguna información acerca de la forma en que están conectados. 
El vocablo fue creado por Alicia Boole Stott, hija del matemático y filósofo irlandés George Boole.[cita requerida]
Los sólidos platónicos, o politopos regulares de tres dimensiones, fueron objeto central de estudio de los matemáticos de la Grecia Antigua (principalmente, en los Elementos de Euclides), probablemente debido a sus cualidades estéticas intrínsecas. En tiempos modernos, los politopos y sus conceptos relacionados tienen importante aplicación en gráficos por computadora, optimización y muchos otros campos.

## Politopos convexos
Una clase especial de politopos son los politopos convexos, el casco convexo o envoltura convexa de un conjunto finito de puntos. Los politopos convexos también pueden representarse como la intersección de hemiespacios. Esta intersección puede escribirse como la desigualdad matricial {\displaystyle Ax\leq b}, donde A es una matriz de n por m, con n el número de hemiespacios y m el número de dimensiones del politopo, y b un vector de n por 1 columna. Los coeficientes de cada fila de A y b se corresponden con los coeficientes de la desigualdad lineal que define al respectivo hemiespacio (véase hiperplano para una explicación más detallada). En consecuencia, cada fila de la matriz se corresponde con uno de los hiperplanos que delimitan el politopo.
Un politopo convexo n-dimensional está delimitado por un número de facetas (n-1)-dimensionales. Cada par de facetas se encuentra en una "cresta" de dimensión n-2. Estas, a su vez, se encuentra en fronteras (n-3)-dimensionales, y así sucesivamente. Estos subpolitopos son llamados caras, si bien el término puede también referirse específicamente al caso bidimiensional). Una cara de dimensión 0 es un vértice; una cara de dimensión 1 es una arista. Se llama celda a las caras tridimensionales.
Una cuveta consiste de los puntos de un politopo que también satisface la forma de igualdad de una representación matricial donde solo está presente una fila en A. De modo similar, una cresta satisface la forma de igualdad de la representación matricial cuando en A hay dos filas presentes. En términos generales, una cara (n-j)-dimensional satisface la relación de igualdad con j filas en A. Estas filas forman la base de la cara. En términos geométricos, esto significa que la cara es el conjunto de puntos del politopo que yacen en la intersección de j de los hiperplanos que limitan el politopo. Las caras de un politopo convexo forman una retícula llamada su retícula de cara, donde la relación de subconjuntos está definida entre los hiperplanos de la base. El politopo en sí es considerado una "cara" en la retícula de caras, y es el máximo de la retícula.
Nótese que esta terminología no es aún totalmente estándar. El término cara es a veces usado para referirse solo a subpolitopos bidimensionales, y otras veces se lo usa en lugar de faceta. Se suele emplear también arista para referirse a una cresta.

## Descomposición simplicial
Dada una envoltura convexa en espacio r-dimensional (pero no en cualquier plano r-1) podemos tomar subconjuntos linealmente independientes de los vértices y definir con ellos r-simplices. De hecho, pueden escogerse varios simplices en forma tal que su unión como conjuntos resulte en el casco original, y la intersección de dos cualesquiera sea o bien vacía o bien un s-simplex para algún s < r.
Por ejemplo, en el plano un cuadrado (envoltura convexa de sus esquinas) es la unión de los dos triángulos (2-simplices), definidos por una diagonal 1-simplex que es su intersección.
En general, la definición (atribuida a Pavel Sergueievich Alexandrov) es que un r-politopo se define como un conjunto con una r-descomposición simplicia con algunas propiedades adicionales. Si un conjunto tienen una r-descomposición simplicia, esto significa que es la unión de s-simplices para valores de s, con s menor o igual que r, cerrado bajo la intersección, y tal que la única ocasión en que un simplex está contenido en otro es una cara.
¿Qué podemos construir así? Comencemos con el 1-simplex, o segmento de una línea. Tendremos, pues, el segmento y cualquier cosa que puede obtenerse agregando segmentos a los extremos:
Si dos segmentos se encuentran en cada vértice (es decir, en todos los casos excepto el último de la ilustración anterior), se obtiene una curva topológica llamada curva poligonal. Estas pueden categorizarse como abiertas o cerradas, dependiendo de que los extremos se correspondan, y como simples o complejas, dependiendo de si se intersecan a sí mismas. Las curvas poligonales cerradas se llaman polígonos.
Los polígonos simples en el plano son curvas de Jordan: tienen un interior que es un disco topológico. Así sucede con los 2-politopos (como puede verse en el tercer ejemplo de la ilustración), y es habitual tratarlos en forma intercambiable con sus límites, adoptando ambos el nombre de polígono.
El proceso puede repetirse. Uniendo polígonos por los lados (1-caras) se obtienen superficies poliédricas, llamadas poliedros cuando son cerradas. Los poliedros simples son intercambiables con sus interiores, que son 3-politopos que pueden usarse para construir formas tetradimensionales (a veces llamadas polícoros), y así sucesivamente.
Es posible hallar otras definiciones (equivalentes o no), habituales en la literatura matemática. Los politopos pueden ser vistos como alguna forma de teselaciones de la variedad (manifold) de su superficie.
La teoría de politopos abstractos intenta separar los politopos del espacio que los contiene, considerando puramente sus propiedades combinatorias. Esto permite que la definición del término se extienda para abarcar objetos para los cuales es difícil definir claramente un espacio natural subyacente.

## Usos
En optimización, la programación lineal estudia los máximos y mínimos de funciones lineales restringidas por el límite de un politopo n-dimensional.